# Cratere Anubis
Anubis è un cratere sulla superficie di Ganimede.